# Radiologia del fegato
La radiologia del fegato impiega l'ecografia (indagine di primo livello, per via del fatto che è veloce, poco costosa e non espone il paziente a radiazioni ionizzanti), la tomografia computerizzata (indagine di secondo livello) e l'imaging a risonanza magnetica (indagine di terzo livello, utilizzata di solito nei casi dubbi). Le immagini radiologiche così ottenute possono poi essere utilizzate anche durante procedure di radiologia interventistica su questo organo (biopsie, drenaggi di cisti e ascessi, trattamenti iniettivi o con radiofrequenze, risoluzione di casi di ittero ostruttivo, trattamento dell'ipertensione portale).

## Indicazioni

### Ecografia

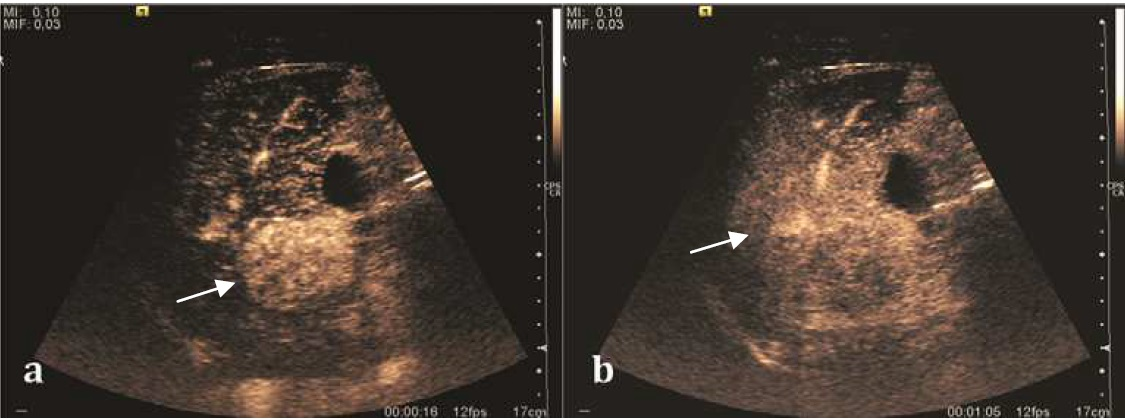
Ecografia con mezzo di contrasto in un paziente con epatocarcinoma. La lesione appare iperecogena in fase arteriosa (foto a sinistra).

Come già detto, l'ecografia è la prima indagine radiologica utilizzata nello studio del parenchima epatico, in quanto presenta una buona risoluzione spaziale e consente anche di caratterizzare eventuali lesioni epatiche (anche avvalendosi delle metodica ecocolordoppler o dei nuovi mezzi di contrasto ecografici).
I principali limiti dell'ecografia, oltre a quello di essere operatore-dipendente, risiedono nella a volte scarsa capacità di visualizzare il fegato nei soggetti obesi o con molto meteorismo. L'indagine è effettuata usando sonde da 3,5-5 MHz, in decubito supino o obliquo anteriore destro, e mediante scansioni per via sottocostale o intercostale destra.
La valutazione del volume epatico è un'indagine complessa, che di norma viene effettuata osservando i margini anteriori e inferiori dei lobi destro e sinistro (se l'organo è ingrandito questi appaiono arrotondati e nelle scansioni sottocostali il margine inferiore del lobo destro deborda oltre il polo renale inferiore).
L'ecostruttura normale del fegato è omogenea, con echi di piccole dimensioni (che la fanno assomigliare a quella del rene). I legamenti si presentano invece iperecogeni (cioè in grado di riflettere notevolmente le onde ultrasonografiche), mentre i vasi si possono ben indagare con la metodica Doppler (in particolare tale studio è importante per valutare il flusso di sangue a livello della vena porta).
L'utilizzo dei recenti mezzi di contrasto ecografici consente inoltre di differenziare le lesioni benigne da quelle maligne, valutando le curve di arrivo e di eliminazione di questi preparati

### Tomografia computerizzata

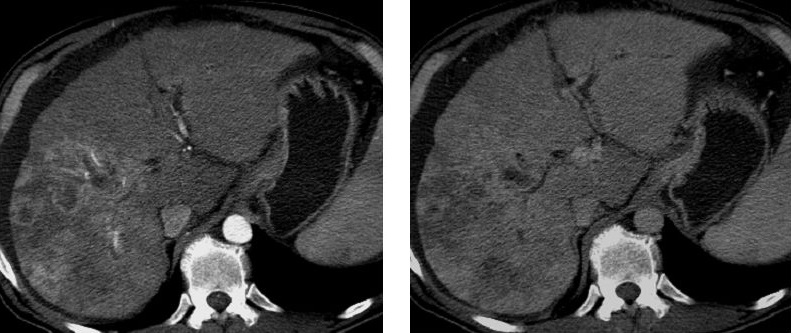
TC con mezzo di contrasto in un paziente affetto da epatocarcinoma. La foto a sinistra è relativa alla fase arteriosa, a destra invece la fase portale.

La tomografia computerizzata (TC) è utilizzata come indagine di secondo livello in caso di ecografia dubbia, come pure nel caso si abbia a che fare con lesioni neoplastiche (precisa localizzazione, stadiazione, follow up, visualizzazione delle afferenze vascolari impiegando il mezzo di contrasto).
Il fegato sano ha aspetto TC omogeneo, con densità compresa fra le 55 e le 65 unità Hounsfield. I vasi rispetto al parenchima di norma appaiono ipodensi, ma opacizzabili dal mezzo di contrasto. Lo studio in condizioni basali permette una localizzazione più precisa rispetto all'ecografia delle lesioni sospette e la valutazione della forma globale del fegato, mentre lo studio con mezzo di contrasto permette di distinguere di norma 3 fasi:
- la prima fase è detta arteriosa: viene acquisita 30 secondi dopo l'infusione, e consente di vedere lesioni ipervascolarizzate da rami dell'arteria epatica (epatocarcinoma, metastasi ipervascolari, iperplasia nodulare focale, adenomi, malformazioni artero-venose);
- la seconda fase è detta portale: viene acquisita dopo 60-80 secondi dall'infusione e valuta quali lesioni sono vascolarizzate da rami della vena porta;
- la terza fase è detta tardiva (o wash-out) e valuta invece come il mezzo di contrasto viene dismesso.

Le lesioni con elevata neoangiogenesi di norma presentano un rapido wash-in in fase arteriosa (ove risultano iperdense) seguito da un altrettanto rapido wash-out del mezzo di contrasto (con ipodensità nelle altre due fasi). Questo aspetto è tipico dell'epatocarcinoma. Nell'angioma cavernoso si ha invece un progressivo riempimento a partenza dalla periferia verso il centro della lesione.
Un'acquisizione in fase estremamente precoce può essere inoltre effettuata per studiare in dettaglio i vasi arteriosi.
I più recenti studi stanno cercando di aumentare la specificità nello studio delle lesioni epatiche misurando parametri semi-quantitativi a livello delle lesioni sospette.

### Risonanza magnetica

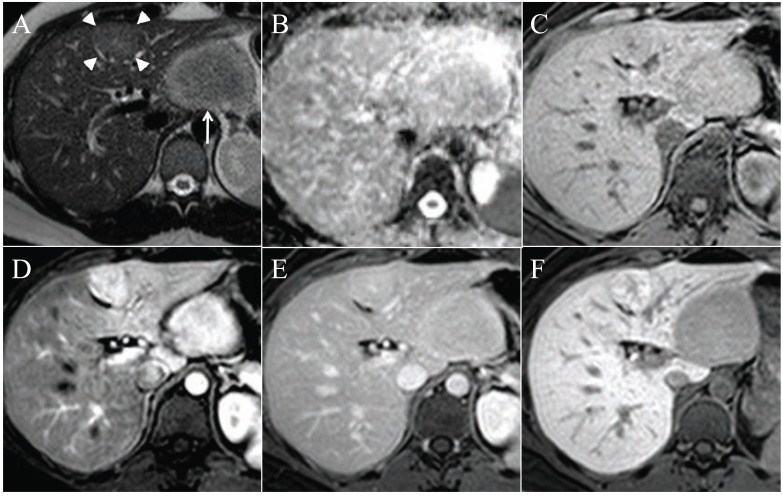
Risonanza magnetica con mezzo di contrasto epato-specifico in un paziente affetto da iperplasia nodulare focale (teste di freccia) e da adenoma epatocellulare (freccia).

La risonanza magnetica (RM) è utilizzata nello studio delle lesioni epatiche sospette ove ecografia e TC non siano state dirimenti. In alcuni casi è anche in grado di confermare in modo certo la benignità di alcuni tipi di lesioni (consentendo di non somministrare radiazioni ionizzanti al paziente per eseguire una TC). L'assenza di radiazioni ionizzanti la rende anche adatta a studi di follow-up su pazienti pediatrici o allergici al mezzo di contrasto della TC.
Lo studio del fegato viene di norma eseguito usando macchine con elevato campo magnetico (almeno 1,5 tesla), bobine di superficie dedicate e sequenze Gradient-Echo (GRE) anche con saturazione del grasso. L'acquisizione deve essere inoltre effettuata in apnea respiratoria (o mediante gating respiratorio, cioè sincronizzata con la respirazione) e con strato sottile (4–8 mm).
Le sequenze T1 pesate Gradient-Echo consentono di indagare in modo accurato la forma del fegato e volendo anche di rilevare componenti adipose usando la tecnica di saturazione del grasso; le sequenze T2 pesate Fast Spin Echo (FSE) o Turbo Spin Echo (TSE) invece sono utilizzate, assieme alle T1 pesate, per studiare la struttura dell'organo e rilevarne eventuali lesioni (anche a queste sequenze è possibile applicare la soppressione del grasso).
I mezzi di contrasto per RM utilizzabili nello studio del fegato sono di tre tipi, tutti da somministrare endovena:
- I mezzi di contrasto a distribuzione intravascolare/interstiziale (chelati di gadolinio) sono utilizzati sia per rilevare sia per caratterizzare lesioni sospette, mediante acquisizioni dinamiche, con sequenze T1 pesate, a partire dal momento dell'iniezione. Il significato delle tre fasi rilevabili (arteriosa, portale e venosa) è identico a quello già illustrato per la TC nel paragrafo precedente.
- I mezzi di contrasto epato-specifici sono anch'essi chelati di gadolinio, ma sono anche molecole idrofobe e per tale ragione sono escrete dall'epatocita nella bile, presentando quindi un'aggiuntiva fase di uptake derivante da questo meccanismo, che si verifica di norma dopo 20-30 minuti e che viene quindi studiata dopo questo intervallo di tempo dall'iniezione con un'ulteriore acquisizione T1 pesata. L'assenza di accumulo di questo tipo di mezzo di contrasto in questa fase tardiva è indice di indifferenziazione del tessuto di cui è fatto la lesione sospetta.
- I mezzi di contrasto specifici per il sistema reticoloendoteliale sono invece microparticelle di ossido di ferro che una volta iniettate vengono fagocitate dai macrofagi residenti nel fegato (le cellule di Kupffer). Questo fenomeno avviene dopo circa mezzora dall'iniezione e viene studiato quindi trascorso questo intervallo di tempo usando un'acquisizione aggiuntiva eseguita mediante sequenze T2 pesate. In presenza di un normale attività macrofagica si ha quindi riduzione del segnale a livello delle lesioni studiate.

Di norma, senza somministrare mezzi di contrasto, il parenchima epatico presenta segnale RM omogeneo, lievemente ipointenso in T1 se rapportato alla milza e ancor più ipointenso in T2. L'apparato biliare e i vasi presentano invece segnale iperintenso in T2.
È attualmente in studio l'utilizzo di ulteriori sequenze (diffusione (DWI), studi di perfusione) che consentiranno anche di effettuare studi funzionali del parenchima epatico, oltre che morfologici.

## Patologie del fegato

### Patologie diffuse
Le patologie diffuse del fegato (cioè quelle che coinvolgono tutto l'organo) non sono facilmente studiabili con le tecniche radiologiche, in quanto difficilmente le immagini correlano con il quadro clinico del paziente.
Nelle epatiti (indipendentemente dalla loro causa) è possibile (anche se non sempre) osservare l'ingrandimento dell'organo, oltre che linfonodi ingranditi in sede ilare epatica e celiaca. L'ecografia è poi spesso utile per escludere la presenza di calcoli occludenti l'albero biliare. Nell'epatite cronica l'ecografia spesso mostra anche disomogeneità del parenchima, con presenza di fibrosi (fino al quadro di cirrosi epatica). TC e RM non sono indicate nelle epatiti acute, con l'eccezione delle forme fulminanti che devono essere sottoposte a trapianto epatico o per escludere complicanze della patologia. La steatosi epatica può dare al fegato aspetto omogeneo o disomogeneo, con iperecogenicità, ipodensità alla TC e segnale RM del parenchima alterati dalla presenza dei lipidi nel suo contesto (aumento del segnale nelle sequenze T1 pesate in fase, diminuzione in quelle T1 pesate in opposizione di fase; la differenza fra queste due sequenze è indice del grado di steatosi). Le forme focali di steatosi possono andare in diagnosi differenziale con la patologia oncologica ed è tipico osservare risparmio del parenchima in sede periportale e pericoledocistica.
Nell'emocromatosi (malattia che porta ad accumulo di ferro in sede epatica) la RM mostra calo del segnale utilizzando tutte le sequenze (le sequenze T2* pesate sono anche utilizzate per quantificare l'accumulo di ferro). La TC consente di evidenziare il ferro in eccesso solo se questo è in grandi quantità (perché il ferro ha un alto numero atomico rispetto al parenchima circostante), ma, come l'ecografia, è importante nel rilevare eventuali complicanze della malattia (epatocarcinoma e cirrosi epatica).

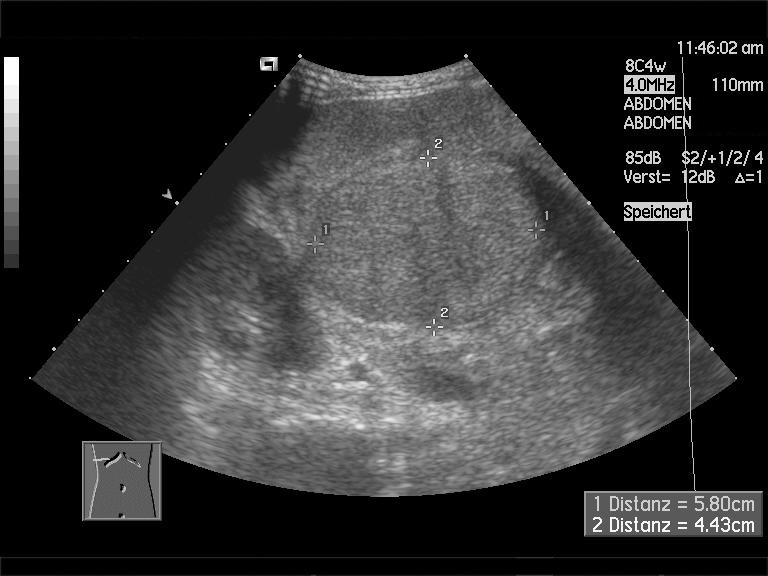
Nodulo di cirrosi epatica in un bambino rilevato mediante ecografia

Nello studio della cirrosi epatica l'esame radiologico di primo livello, utilizzata anche nel follow-up dei pazienti, è l'ecografia. Tipicamente si osserva ipotrofia del lobo destro associata a ipertrofia compensatoria del sinistro e del caudato. Il parenchima appare disomogeneo, con aspetto micro o macronodulare. Usando la metodica Doppler è possibile anche rilevare l'eventuale presenza di ipertensione portale e di circoli epatofughi. È anche importante verificare se è presente splenomegalia o ascite. Le lesioni nodulari più grandi di un centimetro devono essere studiate utilizzando un mezzo di contrasto e se è evidente un aumento della vascolarizzazione arteriosa a scapito di quella portale è bene procedere a una TC (che consente di studiare meglio la totalità dell'organo, anche nelle regioni difficilmente esplorabili con l'ecografia e di caratterizzare le lesioni sospette). In RM il fegato è dismogeneo con tutte le sequenze: i noduli rigenerativi si presentano iperintensi in T1 e iso-ipointensi in T2. Utilizzando il mezzo di contrasto i noduli di cirrosi non presentano aumento di densità in TC o segnale RM nella fase arteriosa (cosa che invece avviene nei nodi di epatocarcinoma). L'utilizzo dei mezzi di contrasto epato-specifici o per il sistema reticolo-endoteliale mostra nei noduli di cirrosi segnale normale.

### Patologie focali benigne

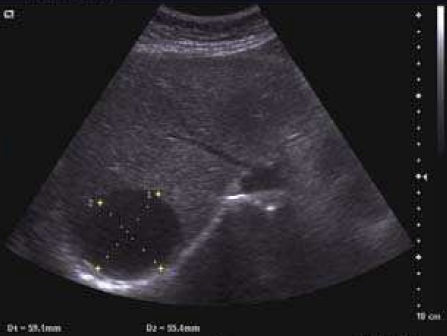
Cisti epatica osservata all'ecografia

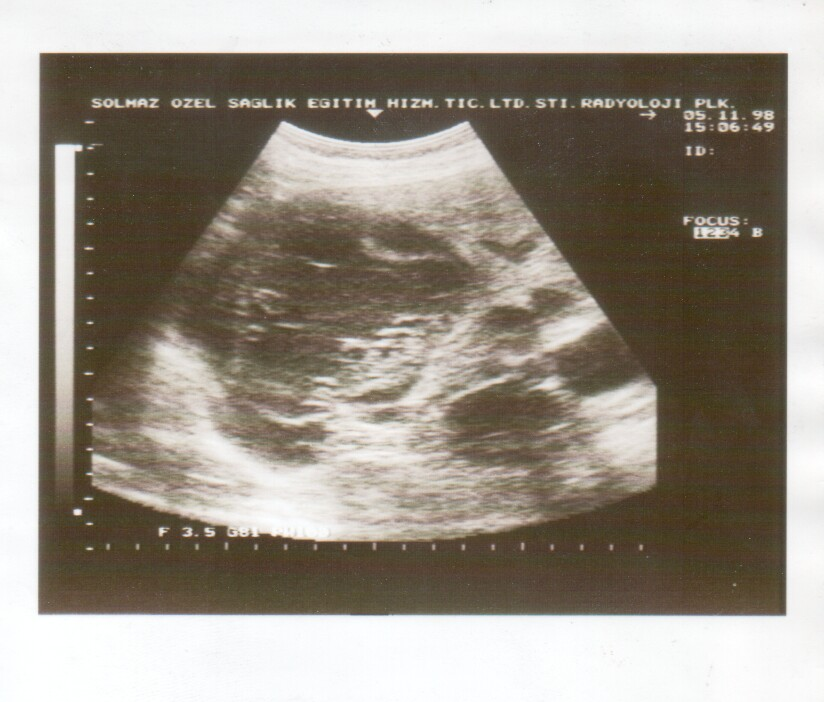
Cisti da echinococco

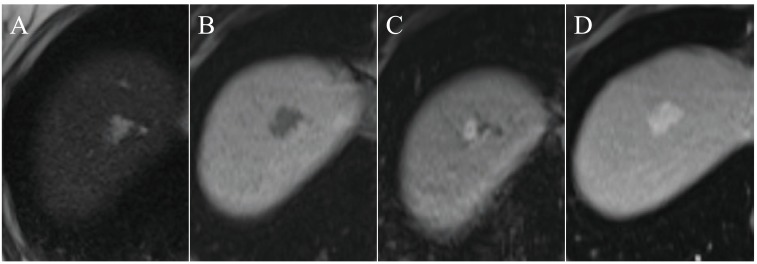
Angioma epatico osservato mediante RM. La lesione appare iperintensa nella sequenza T2 pesata (A), ipointensa in quella T1 pesata (B). Dopo somministrazione di mezzo di contrasto si osserva incremento del segnale a livello del bordo della lesione in fase arteriosa (C). In fase venosa tardiva tutta la lesione appare iperintensa (D).

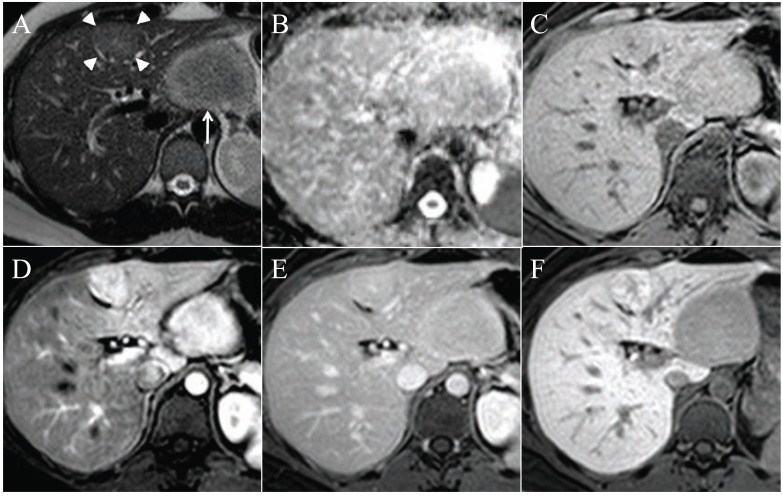
MRI con mezzo di contrasto epato-specifico in un paziente affetto sia da iperplasia nodulare focale (teste di freccia) sia da adenoma epatocellulare (freccia). Entrambe le lesioni sono lievemente iperintense in T2 (A), iso o poco ipointense al mapping ADC (derivato da sequenze di diffusione) (B), iso o poco ipointense in T1 (C). Dopo iniezione del mezzo di contrasto si osserva per entrambe le lesioni segnale iperintenso nella fase arteriosa (D) e isointensità in quella venosa (E). Nella fase epato-biliare (F) l'iperplasia nodulare focale appare iperintensa rispetto al parenchima circostante, l'adenoma lievemente ipointenso rispetto al parenchima.

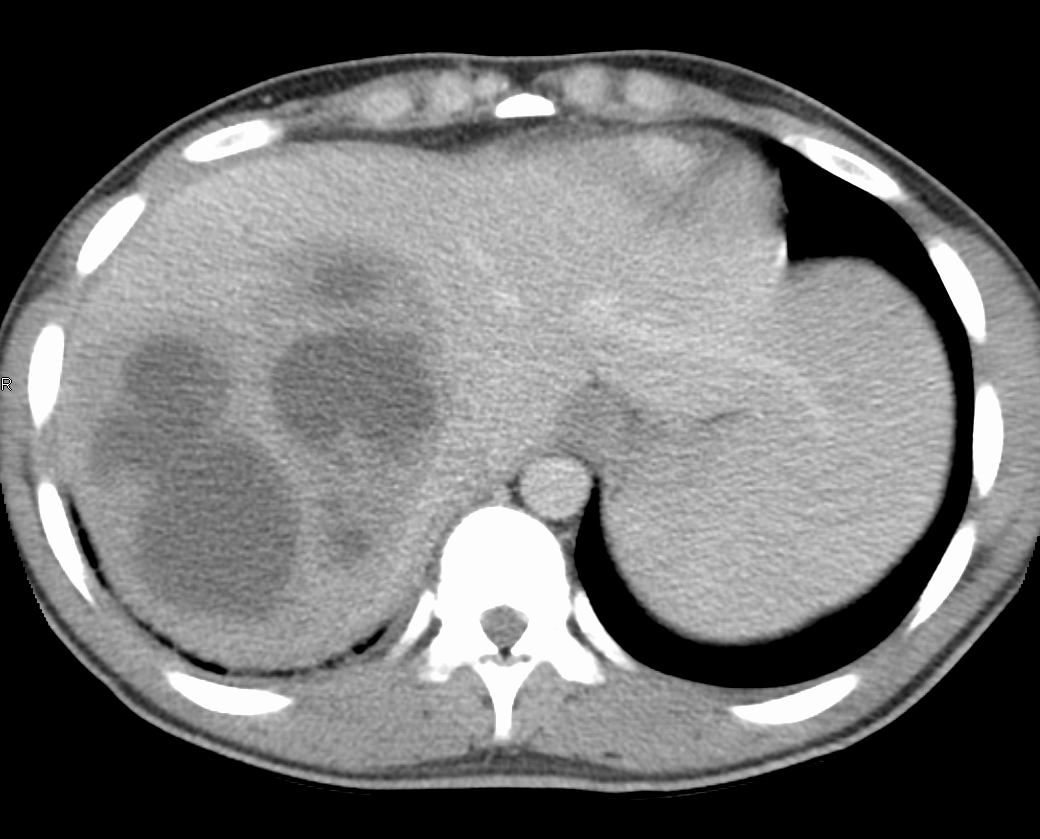
Grosso ascesso epatico rilevato mediante TC

Lo studio radiologico in queste condizioni cliniche è di importanza fondamentale, in quanto la diagnosi differenziale fra benignità e malignità nello studio delle lesioni epatiche è talmente accurata che spesso non è nemmeno necessario ricorrere a un prelievo bioptico.
Le cisti sono a contenuto liquido, che all'ecografia appare anecogeno, con rinforzo a livello della parete posteriore; mentre in TC appaiono come lesioni ipodense. In RM appaiono iperintense nelle sequenze T2 pesate e ipointense in quelle T1 pesate. Le cisti non accumulano mezzo di contrasto e possono presentarsi multiple, fino a coinvolgere tutto il parenchima, nelle policistosi.
Le cisti da echinococco mostrano al loro interno il distacco della membrana proligena e la presenza di cisti figlie, caratteristiche visibili con tutte le tecniche radiologiche. In questi casi è comunque indispensabile effettuare una TC come pianificazione all'intervento chirurgico.
L'angioma è l'alterazione epatica focale più frequente dopo la cisti (con prevalenza maggiore nel sesso femminile e pari al 5-20% della popolazione generale).  L'angioma cavernoso è di maggiori dimensioni, con lacune piene di sangue, trombosi interna e calcificazioni nel suo contesto. All'ecografia un angioma è definito tipico se è iperecogeno in modo omogeneo e con margini ben definiti; mentre è definito atipico se è iso-ipoecogeno rispetto al restante parenchima, presenta abbondante fibrosi o si sviluppa in un'area di steatosi (rispetto alla quale appare ipoecogeno). La metodica Doppler non consente di caratterizzare il flusso ematico negli angiomi perché questo è molto lento. Di solito gli angiomi nei soggetti sani non portano a problemi interpretativi, tuttavia in caso di patologie epatiche concomitanti è bene eseguire uno studio con mezzo di contrasto per escludere un'eventuale patologia maligna. Tipicamente l'angioma mostra enhancement che a partenza dalla periferia raggiunge il centro della lesione nelle fasi tardive (ove permane in quanto le lacune ematiche si svuotano molto lentamente). Lesioni piccole possono mostrare enhancement precoce (piccolo angioma ad alto flusso) con persistenza di questo nelle fasi tardive (cosa che non avviene nelle lesioni maligne). In caso di dubbio è possibile utilizzare la RM con contrasto che, oltre a fornire gli stessi dati, in condizioni basali mostra gli angiomi iperintensi nelle sequenze T2 pesate.
L'Iperplasia Nodulare Focale (FNH, abbreviazione dall'inglese di Focal Nodular Hyperplasia) è tipica delle donne giovani ed è costituita da epatociti riforniti da rami dell'arteria epatica disposti a travate, contenenti tessuto connettivo lasso che al centro della lesione costituisce una cicatrice (scar) segno tipico di questa lesione. In ecografia tale lesione è poco distinguibile dal parenchima circostante, tuttavia la metodica Doppler può mostrare aumento del flusso sanguigno in diastole. La TC evidenzia bene la cicatrice centrale come un'area ipodensa e mostra in molti casi un comportamento caratteristico dopo somministrazione di mezzo di contrasto (enhancement precoce in fase arteriosa a livello della componente parenchimale con associato lento wash-out nelle fasi tardive, che pone in evidenza la cicatrice centrale). Dato che questo comportamento non è sempre presente di solito con questo sospetto clinico si esegue direttamente una RM dopo l'ecografia, che mostra la componente parenchimale della lesione iso-ipointensa nelle sequenze T1 pesate e iso-iperintensa in quelle T2 pesate; la cicatrice centrale appare invece ipointensa in T1 e iperintensa in T2. L'utilizzo di mezzi di contrasto epato-specifici mostra in RM dati nelle prime tre fasi simili a quelli ottenibili dalla TC, mentre in fase epato-biliare si osserva netto accumulo del mezzo di contrasto a livello della lesione, maggiore che nel restante parenchima.
L'adenoma è un tumore benigno costituito da epatociti, più frequente nel sesso femminile, in chi fa uso di estroprogestinici e androgeni e nella seconda-terza decade di vita. Tipicamente è una lesione singola, sottocapsulare, asintomatica se non da compressione su strutture vicine o non si rompe (con conseguente emorragia). L'adenomatosi è una patologia caratterizzata da adenomi multipli che insorgono su fegato sano, senza storia di utilizzo di steroidi. Anche nei pazienti affetti da glicogenosi di tipo I è tipico il riscontro di adenomi epatici multipli.
L'adenoma in ecografia appare disomogeneo (per la presenza di aree emorragiche e di grasso nel suo contesto), iso-ipoecogeno, con evidenza di vascolarizzazione periferica alla metodica Doppler. Anche in TC questa lesione appare disomogenea, con aree ipodense ove è presente grasso, iperdense ove sono presenti emorragie o calcificazioni). Dopo somministrazione di mezzo di contrasto si osserva disomogeneo enhancement in fase arteriosa, con rilievo di iso-ipodensità in fase portale (per la presenza di shunt artero-venosi). Anche in RM l'adenoma appare disomogeneo e dopo somministrazione di mezzo di contrasto appare ben evidente la capsula della lesione in fase arteriosa. L'utilizzo di mezzi di contrasto epato-specifici mostra accumulo in fase epato-biliare, ma meno intenso che nell'FNH. Usando mezzi di contrasto per il sistema reticoloendoteliale si osserva incremento del segnale per l'assenza di cellule di Kupffer nel contesto della lesione.
Gli ascessi sono raccolte di materiale purulento o necrotico su base infettiva (batterica o amebica). Di solito l'infezione del fegato si propaga a partire da una diverticolosi, da infezioni delle vie biliari o da infezioni a livello di aree necrotiche. Ecograficamente l'ascesso si presenta disomogeneo e tendenzialmente ipoecogeno, con margini mal definiti. In tali casi è necessario un approfondimento mediante una TC per rilevare l'eventuale presenza di aree colliquate o occupate da gas (prodotto da batteri anaerobi). La somministrazione del mezzo di contrasto evidenzia uptake a carico della parete dell'ascesso. La TC consente inoltre di valutare in modo accurato l'estensione della malattia e la presenza di complicanze.

### Patologie focali maligne

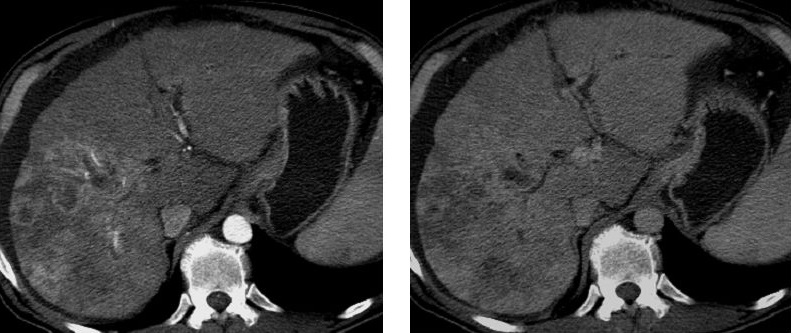
TC con mezzo di contrasto in un paziente affetto da epatocarcinoma. La foto a sinistra è relativa alla fase arteriosa, a destra invece la fase portale

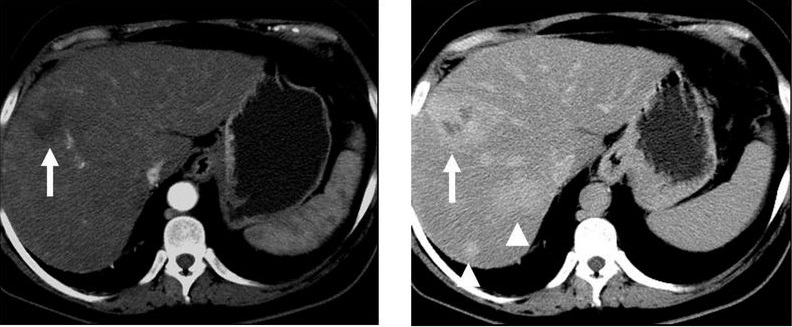
TC con mezzo di contrasto in un paziente affetto da colangiocarcinoma. La foto a sinistra è relativa alla fase arteriosa, a destra invece la fase portale

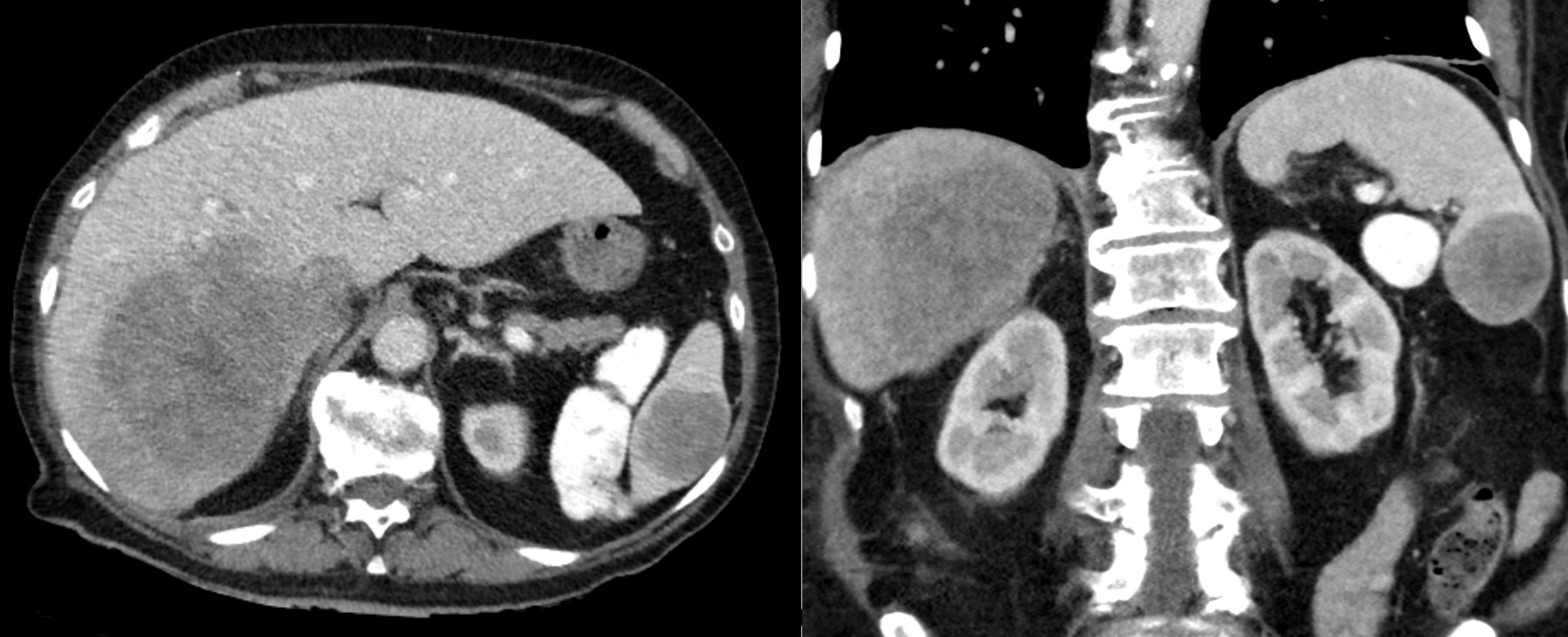
Grosse ed ipodense localizzazioni di linfoma a grandi cellule B a livello del fegato e della milza rilevate mediante TC

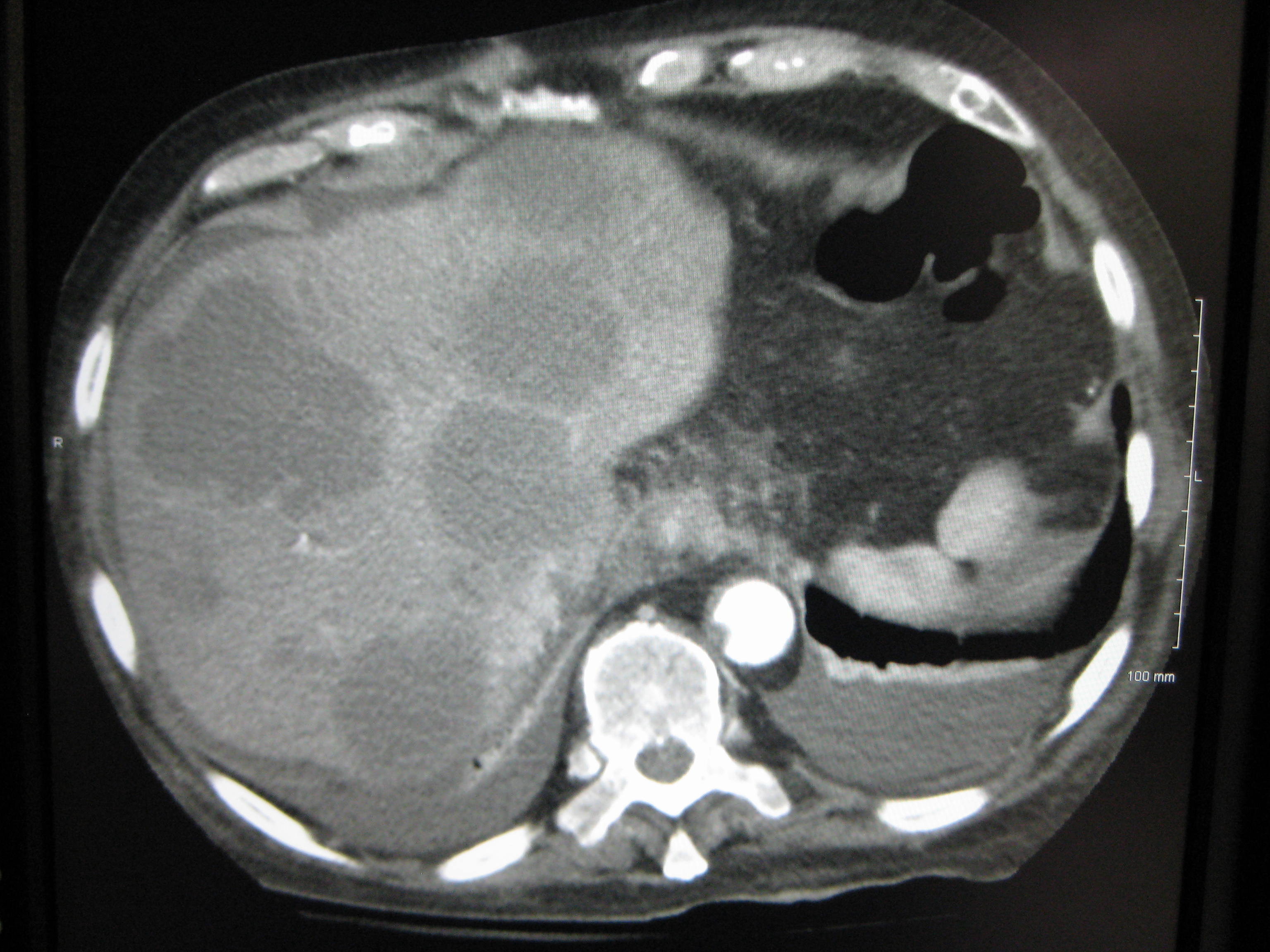
metastasi multiple da tumore solido al fegato rilevate mediante TC

I tumori maligni primitivi del fegato sono costituiti principalmente dall'epatocarcinoma e dal colangiocarcinoma periferico.  Altro tipo di lesione maligna di frequente riscontro sono le metastasi epatiche da tumori originati in altri distretti corporei ed il linfoma.
L'epatocarcinoma (HCC) appare spesso come lesioni multiple (ma anche come lesione singola) che possono presentare una capsula o essere infiltranti. Di solito si origina nel contesto di una cirrosi epatica. L'ecografia è l'indagine che viene più spesso utilizzata nel follow-up dei pazienti cirrotici e mostra i nodi di HCC come lesioni ipo-iperecogene e disomogenee. Somministrando un mezzo di contrasto questi nodi, vascolarizzati da rami dell'arteria epatica in seguito a fenomeni di neoangiogenesi indotti dal tumore, presentano un rapido wash-in in fase arteriosa seguito da un rapido wash-out nelle fasi successive. Questo quadro radiologico permette di porre diagnosi praticamente certa di HCC. A diagnosi fatta è comunque necessario ricorrere a TC ed RM per quantificare il coinvolgimento a carico dell'intero organo. La TC com mezzo di contrasto permette di osservare lo stesso quadro visibile all'ecografia, oltre ad accertare l'eventuale presenza di una capsula o di invasione di tessuti adiacenti e/o vasi, caratteristiche importanti ai fini della stadiazione. La TC consente anche di descrivere la vascolarizzazione arteriosa delle lesioni, utile per eventuali trattamenti chirurgici,  di radiologia interventistica o di radioembolizzazione (TARE). In RM l'epatocarcinoma appare disomogeneo all'acquisizione basale in tutte le sequenze (tendenzialmente ipointenso nelle sequenze T1 pesate, iperintenso in quelle T2 pesate). Se l'HCC insorge sui un nodulo displasico è possibile osservare anche un "nodulo nel nodulo", evidente come un focus centrale iperintenso nel contesto di un nodo ipointenso in T2. Lo studio trifasico con mezzo di contrasto in RM dà gli stessi dati forniti dalla TC, mostrando in aggiunta la capsula (se presente) come ipointensa in condizioni basali, ma che diventa iperintensa nelle fasi tardive. L'utilizzo di mezzi di contrasto epato-specifici porterà ad osservare la lesione ipointensa (tanto maggiore quanto la lesione è sdifferenziata), mentre l'utilizzo di mezzi di contrasto per il sistema reticoloendoteliale porterà ad evidenziare la lesione come iperintensa (in quanto nel suo contesto sono presenti poche cellule di Kupffer) su uno sfondo ipointenso. Dopo il trattamento i pazienti affetti vanno poi monitorati con uno stretto follow-up, in quanto l'HCC tende a recidivare ed a dare metastasi, anche intraepatiche.

### Liver Imaging Reporting and Data System (LI-RADS)
Il Liver Imaging Reporting and Data System è un sistema di classificazione volto a fornire Linee Guida comuni nella diagnosi radiologica dell'epatocarcinoma. le linee guida LI-RADS vanno utilizzate solo in pazienti di età superiore ai 18 anni ed ad elevato rischio di malattia (cirrotici, affetti da epatite B e con pregresso HCC), mentre sono inadatte allo studio di pazienti più giovani, con fibrosi epatica congenita o con epatopatie di origine vascolare.
All'ecografia la qualità delle immagini può essere di categoria A (minima o nessuna limitazione interpretativa), B in caso di limitazione moderata o C in caso di importanti limitazioni. La qualità delle immagini è peggiore nei fegati molto eterogenei ed in chi presenta artefatti da attenuazione del fascio ultrasonoro che impediscono la visualizzazione del fegato. L'indagine ecografica può essere classificata come:
- US-1: negativa per malignità (nessuna lesione o lesioni tutte sicuramente benigne)
- US-2: sottosoglia per malignità (lesioni < 1 cm in diametro), ripetere l'esame dopo 3-6 mesi
- US-3: positiva per malignità (lesioni sicuramente maligne di diametro > 1 cm, presenza di trombosi portale), indicato approfondimento TC o RM

I criteri LI-RADS per TC ed RM comprendono invece 7 categorie (i criteri ancillari aiutano a definire le categorie superiori). Le caratteristiche radiologiche maggiori dell'HCC sono il potenziamento in fase arteriosa dopo mdc, il potenziamento capsulare, il wash-out non periferico e la crescita > 50% in diametro in 6 mesi). L'ecografia con mezzo di contrasto presenta criteri analoghi. 
| LI-RADS | Criteri |
| --- | --- |
| LR-1: sicuramente benigno, Cisti, emangiomi, depositi focali di grasso, cicatrici, zone di anomala perfusione ematica                     | |
| LR-2: probabilmente benigno, stesse lesioni di LR-1                                                                                       | |
| LR-3: probabilità intermedia | lesione < 29 mm senza potenziamento non capsulare della lesione dopo mdc in fase arteriosa o di altre caratteristiche suggestive di HCC, oppure lesioni < 20 mm + 1 sola caratteristica suggestiva di HCC escluso il potenziamento non capsulare, oppure lesioni oltre i 2 cm in diametro senza alcuna caratteristica suggestiva di HCC |
| LR-4: probabile HCC | diametro inferiore a 10 mm con potenziamento non capsulare in fase arteriosa + 1 altra caratteristica maggiore suggestiva di HCC, diametro fra 10 e 20 mm + potenziamento non capsulare + potenziamento capsulare, lesioni oltre i 20 mm con potenziamento non capsulare senza altre caratteristiche suggestive di HCC, diametro < 20 mm con 2 caratteristiche maggiori suggestive di HCC escluso il potenziamento in fase arteriosa, lesioni con diametro >20 mm con almeno 1 caratteristica suggestiva di HCC diversa dal potenziamento in fase arteriosa |
| LR-5: HCC certo | Lesioni fra 10 e 19 mm con potenziamento capsulare e wash-out non periferico, lesioni fra 10 e 19 mm con potenziamento non capsulare e crescita > 50% in diametro in 6 mesi, diametro oltre i 20 mm ed almeno una caratteristica maggiore per HCC |
| LR-TIV: sicuramente maligno, associato a trombosi portale                                                                                 | |
| LR-M: maligno, ma non specifico per HCC (colangiocarcinoma, epatocolangiocarcinoma, metastasi, alcuni HCC pari a circa il 36% del totale) | solo potenziamento a livello del bordo lesionale, solo wash-out periferico, potenziamento centrale ritardato, iperintensità "a bersaglio" con traccianti epatospecifici in RM, diffusività ristretta alla RM con aspetto "a beesaglio", aspetto infiltrativo, marcata diffusività ristretta, presenza di necrosi, altre caratteristiche di malignità non specifiche per l'HCC. |

Criteri ancillari: crescita in diametro inferiore al 50% in 6 mesi, diffusività ristretta, potenziamento "a corona" (attorno alla lesione, tipico degli HCC avanzati causato da anomalie nel ritorno venoso), fat ed iron sparing, ipointensità alla RM in fase transizionale, ipointensità dopo mezzo di contrasto epatospecifico, architettura "nodo nel nodo" o a "mosaico", non potenziamento della capsula, grasso o derivati del sangue nel contesto della massa.
Esistono anche dei criteri LI-RADS per la valutazione della risposta alle terapie antitumorali dell'epatocarcinoma, detti LI-TR (tali trattamenti includono: TACE, TARE, ablazione percutanea, resezione chirurgica e radioterapia stereotassica):
- non vitale: assenza di potenziamento dopo somministrazione del mezzo di contrasto
- vitale: potenziamento dopo somministrazione del mezzo di contrasto o segni morfologici di recidiva, stessi criteri dell'imaging di stadiazione
- equivoco: casi dubbi

Dopo ablazione con radiofrequenza fisiologicamente è possibile osservare un tenue anello di potenziamento da neocreazione di shunt vascolari, mentre alla RM a volte si evidenziano iperintensità centrali nelle sequenze T1 pesate da necrosi coagulativa. Un anello di potenziamento si può osservare anche in un normale esito post-TACE per motivi simili, anche se l'accumulo di lipodol può sopprimere per mesi il potenziamento in fase arteriosa (in tali casi la RM non è influenzata dal lipiodol ed è quindi dirimente). In seguito alla TARE si osserva radionecrosi della lesione oltre ad enhancement a carta geografica intorno al tumore che non va confuso con una recidiva.
L'epatocarcinoma fibrolamellare (FLHCC) è una rara forma di epatocarcinoma che di solito colpisce soggetti giovani e non affetti da cirrosi o epatopatie. È più aggressivo dell'HCC. Di solito l'ecografia non è utilizzata per la valutazione di questo istotipo, che di norma è affidata a TC ed RM. Alla TC l'FLHCC appare come una massa multilobulata, ben delimitata e con una cicatrice centrale visibile ecograficamente come una struttura iperecogena in un contesto di ecogenicità disomogenea, mentre alla TC la massa appare ipodensa e presenta calcificazioni nel suo contesto (nella zona centrale della cicatrice). Dopo somministrazione del mezzo di contrasto la lesione appare disomogeneamente iperdensa in fase arteriosa nella zona non fibrotica, mentre la fibrosi appare spesso iperintensa nelle fasi tardive in un contesto di densità disomogenea. Alla RM la lesione appare ipointensa nelle sequenze T1 pesate ed iperintensa in quelle T2 pesate, con comportamento analogo a quello visto per la TC dopo somministrazione del mdc.
Il colangiocarcinoma periferico origina dall'epitelio dei dotti biliari successivi alla seconda biforcazione del dotto epatico. In ecografia si rileva come una lesione spesso ipoecogena, con margini lobulati e disomogenea. Una volta posto il sospetto clinico è quindi necessario eseguire un approfondimento TC o RM. Alla TC con mezzo di contrasto la lesione si mostra retraente, si associa a dilatazione delle vie biliari e l'enhancement si presenta maggiormente a livello della periferia della lesione (la zona con maggiore cellularità) mentre la porzione centrale (costituita da fibrosi) capta alle acquisizioni tardive. La RM in condizioni basali mostra iperintensità della periferia della lesione nelle sequenze T2 pesate e ipointensità nella porzione centrale. Le sequenze T1 pesate mostrano invece ipointensità a carico di tutta la lesione, specie al centro (se sono presenti zone emorragiche al centro della lesione è possibile rilevare alcune porzioni di questa iperintense in T1). Le scansioni trifasiche con mezzo di contrasto mostrano gli stessi dati ottenibili con la TC, l'utilizzo di mezzi di contrasto epato-specifici porta a rilevare ipointensità della lesione nella fase metabolica (in quanto questo tumore non è costituito da epatociti).
Il linfoma che più spesso si manifesta con localizzazioni epatiche è quello diffuso a grandi cellule B, tipicamente negli immunodepressi. L'ecografia evidenzia in tali casi una massa ipoecogena e omogenea. Alla TC con mezzo di contrasto l'aspetto è simile in condizioni basali e la lesione capta poco il mezzo di contrasto in tutte le fasi. La RM in condizioni basali mostra segnale omogeneo e ipointenso nelle sequenze T1 pesate, poco disomogeneo e iperintenso in quelle T2 pesate. Il mezzo di contrasto anche in RM viene captato poco e l'utilizzo di mezzi di contrasto epato-specifici mostra uptake di questi assente nella loro fase metabolica.
Le metastasi da tumori originatosi in altri distretti sono il tipo di lesione maligna più comune a livello epatico. Il loro aspetto all'imaging è molto vario e spesso aspecifico, ma a volte riflette l'istotipo di origine (In TC è possibile avere un aspetto " a bersaglio", con impregnazione di mezzi di contrasto nella porzione periferica vitale e ipodensità nel core centrale necrotico per la mammella e i tumori dell'apparato digerente, ipervascolare per il tumore renale, tiroideo e per i tumori neuroendocrini, cistico per i tumori cistici). L'ecografia è molto accuurata nel rilevare le metastasi epatiche che anche con questa tecnica possono avere aspetto molto vario. L'utilizzo del mezzo di contrasto in ecografia migliora ulteriormente l'accuratezza della metodica. La TC è spesso utilizzata in questi pazienti per fini stadiativi, ristadiativi e di follow-up, mentre la RM è utile nel caso sia necessario fare diagnosi differenziale con le lesioni benigne del fegato illustrate nei paragrafi precedenti. Le metastasi da tumori neuroendocrini tendono a presentarsi con precoce impregnazione contrastografica, mentre quelle da GIST tendono invece a non potenziarsi dopo somministrazione del mezzo di contrasto.

### Patologie vascolari

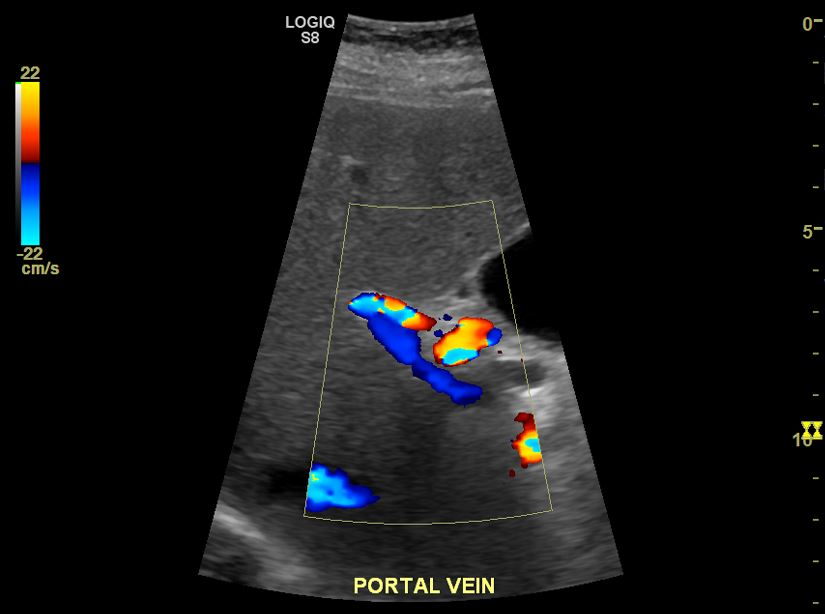
Flusso epatofugo osservato a livello della vena porta in un paziente affetto da cirrosi epatica

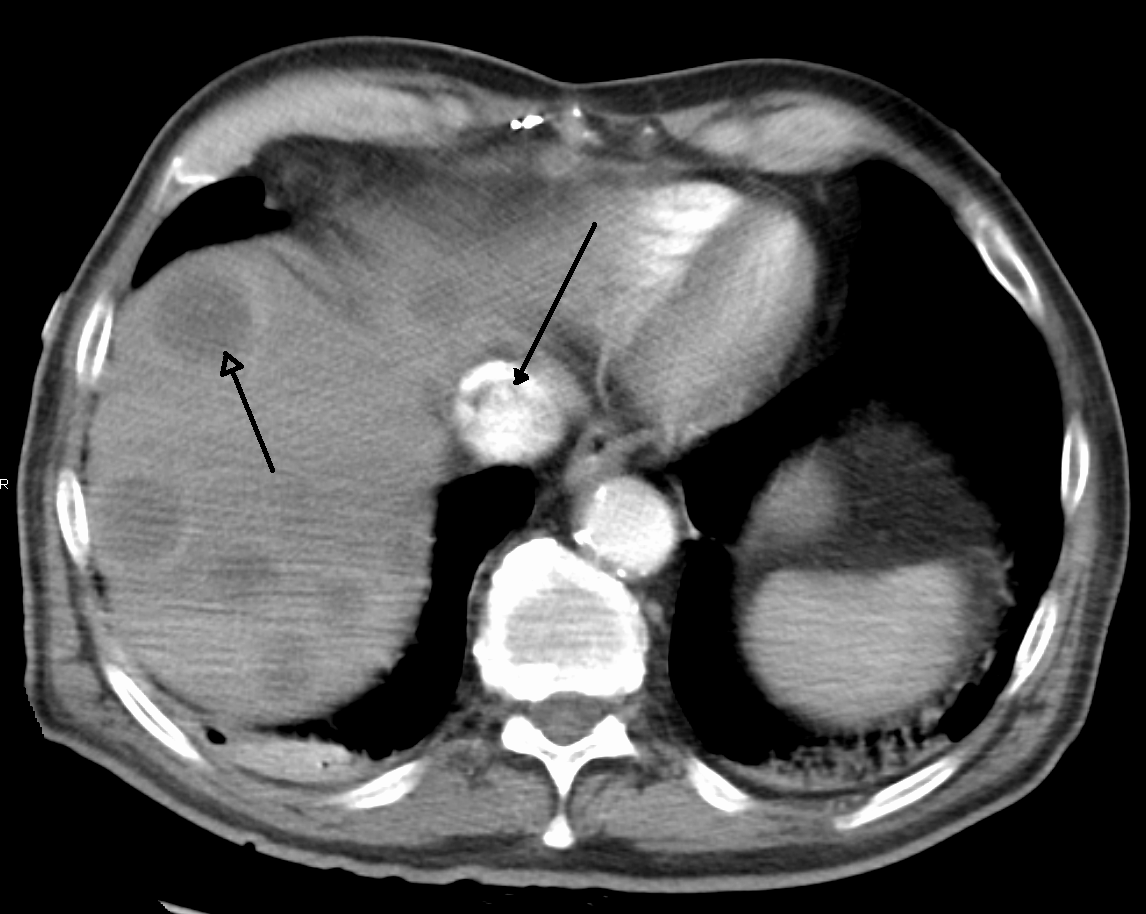
TC ottenuta in un paziente con sindrome di Budd-Chiari di origine neoplastica. Sono ben evidenti sia le metastasi epatiche (es. punta di freccia vuota) sia il trombo a livello della vena cava inferiore (punta di freccia piena).

Nell'ipertensione portale l'ecografia evidenzia un aumento del calibro della vena porta. Utilizzando la metodica Doppler è possibile inoltre evidenziare la riduzione della velocità del flusso ematico, che si riduce sempre di più e perde le tipiche variazioni correlate al respiro col progredire della malattia, fino a che il flusso non si inverte (assume quindi direzione epatofuga visibile al Doppler come un ribaltamento del profilo spettrale). L'ecografia è inoltre utile nel rilevare eventuali trombosi (che spesso accompagnano questa patologia) o la presenza di una rete mirabile periportale (cavernoma). TC e RM invece sono gli esami di scelta per rilevare la presenza di circoli collaterali.
Nella sindrome di Budd-Chiari all'ecografia il fegato si presenta di dimensioni incrementate e disomogeneo. Spesso si ha inoltre riduzione del calibro (o anche scomparsa) delle vene sovraepatiche o della vena cava inferiore, spesso con evidenza di trombosi a carico di questi vasi. La metodica Doppler con questo sospetto clinico è importante per studiare il flusso ematico e l'eventuale presenza di circoli collaterali che bypassano l'ostruzione venosa. L'angio TC spesso in questa patologia è comunque l'esame di scelta perché consente sia uno studio dettagliato dei vasi del fegato sia di quantificare il danno d'organo utilizzando il mezzo di contrasto (che ha distribuzione differente nelle aree in sofferenza o necrotiche).

## Trapianto epatico
Le immagini radiologiche sono molto importanti fin dalla fase preparatoria al trapianto in cui si valuta mediante TC la vascolarizzazione epatica del ricevente e anche del donatore, se questo è vivente. Lo studio dell'albero biliare viene effettuato mediante colangio-RM. L'assenza di metastasi extraepatiche o di eccessivo coinvolgimento d'organo è un'altra fondamentale condizione per procedere al trapianto nei pazienti oncologici.
Dopo il trapianto l'imaging invece riveste fondamentale importanza sia nel rilevare patologie vascolari sia eventuali riprese di malattia sul nuovo organo nei pazienti oncologici. In questo l'ecografia è molto affidabile, tuttavia utilizzando TC o RM con mezzo di contrasto è possibile caratterizzare con accuratezza la presenza di aree ischemiche, come anche di raccolte fluide, ematomi o leak biliari.